# فاراناسي
فَرَنَاسي أو (نقحرة: فاراناسي) أو بَنارس أو (نقحرة: بيناريس أو باناراس) (Banāras) وكاشي (Kāśī)، هي مدينة تقع على ضفاف نهر الجانج في الولاية الهندية أوتار براديش، 320 كيلومتر (199 ميل) إلى الجنوب الشرقي من عاصمة الولاية لكناو. ويُنظر إليها باعتبارها مدينة مقدسة من قِبل الهندوس والبوذيين والجاينيين. وهي واحدة من أقدم المدن المسكونة باستمرار في العالم والأقدم في الهند.
وكاشي ناريش (Kashi Naresh) (مهراجا كاشي) هو الراعي الثقافي الرئيس لمدينة فَرَنَاسي وجزء أساسي من جميع الاحتفالات الدينية. ترتبط ثقافة فَرَنَاسي ارتباطًا وثيقًا بنهر الجانج والأهمية الدينية للنهر. وكانت المدينة مركزًا ثقافيًا ودينيًا في شمال الهند لعدة آلاف من السنين. وتطور بيناريس غارانا وهو أحد أشكال الموسيقى الكلاسيكية الهندية في فَرَنَاسي، والعديد من الفلاسفة والشعراء والكتاب والموسيقيين الهنود قد سكنوا أو يسكنون في فَرَنَاسي. وألقى غوتاما بوذا (Gautama Buddha) خطبته الأولى في سارناث التي تقع بالقرب من فَرَنَاسي (كاشي).
والناس غالبًا ما يشيرون إلى فَرَنَاسي باسم «مدينة المعابد» و«مدينة الهند المقدسة» و«العاصمة الدينية للهند» و«مدينة الأضواء» و«مدينة التعلم» و«أقدم مدينة سكنية على الأرض.»

## المناخ
يظهر الجدول التالي التغييرات المناخية على مدار السنة لفَرَنَاسي:
| البيانات المناخية لـفاراناسي                                             | البيانات المناخية لـفاراناسي | البيانات المناخية لـفاراناسي | البيانات المناخية لـفاراناسي | البيانات المناخية لـفاراناسي | البيانات المناخية لـفاراناسي | البيانات المناخية لـفاراناسي | البيانات المناخية لـفاراناسي | البيانات المناخية لـفاراناسي | البيانات المناخية لـفاراناسي | البيانات المناخية لـفاراناسي | البيانات المناخية لـفاراناسي | البيانات المناخية لـفاراناسي | البيانات المناخية لـفاراناسي |
| الشهر                                                                    | يناير                        | فبراير                       | مارس                         | أبريل                        | مايو                         | يونيو                        | يوليو                        | أغسطس                        | سبتمبر                       | أكتوبر                       | نوفمبر                       | ديسمبر                       | المعدل السنوي                |
| ------------------------------------------------------------------------ | ---------------------------- | ---------------------------- | ---------------------------- | ---------------------------- | ---------------------------- | ---------------------------- | ---------------------------- | ---------------------------- | ---------------------------- | ---------------------------- | ---------------------------- | ---------------------------- | ---------------------------- |
| الدرجة القصوى °م (°ف)                                                    | 32.3 (90.1)                  | 35.8 (96.4)                  | 42.4 (108.3)                 | 45.3 (113.5)                 | 46.8 (116.2)                 | 48.0 (118.4)                 | 43.9 (111.0)                 | 39.8 (103.6)                 | 42.3 (108.1)                 | 39.0 (102.2)                 | 35.3 (95.5)                  | 32.7 (90.9)                  | 48.0 (118.4)                 |
| متوسط درجة الحرارة الكبرى °م (°ف)                                        | 23.0 (73.4)                  | 26.2 (79.2)                  | 32.6 (90.7)                  | 38.5 (101.3)                 | 40.3 (104.5)                 | 38.4 (101.1)                 | 33.7 (92.7)                  | 32.9 (91.2)                  | 32.8 (91.0)                  | 32.7 (90.9)                  | 29.4 (84.9)                  | 24.7 (76.5)                  | 32.1 (89.8)                  |
| متوسط درجة الحرارة الصغرى °م (°ف)                                        | 9.2 (48.6)                   | 11.6 (52.9)                  | 16.2 (61.2)                  | 21.9 (71.4)                  | 25.5 (77.9)                  | 27.2 (81.0)                  | 25.7 (78.3)                  | 25.4 (77.7)                  | 24.4 (75.9)                  | 20.6 (69.1)                  | 14.4 (57.9)                  | 10.1 (50.2)                  | 19.2 (66.6)                  |
| أدنى درجة حرارة °م (°ف)                                                  | 0.3 (32.5)                   | 2.4 (36.3)                   | 7.9 (46.2)                   | 11.4 (52.5)                  | 17.8 (64.0)                  | 14.3 (57.7)                  | 21.4 (70.5)                  | 21.7 (71.1)                  | 19.1 (66.4)                  | 8.9 (48.0)                   | 4.3 (39.7)                   | 2.3 (36.1)                   | 0.3 (32.5)                   |
| الهطول مم (إنش)                                                          | 19.0 (0.75)                  | 18.2 (0.72)                  | 8.3 (0.33)                   | 6.1 (0.24)                   | 10.3 (0.41)                  | 107.3 (4.22)                 | 309.3 (12.18)                | 288.4 (11.35)                | 244.9 (9.64)                 | 32.3 (1.27)                  | 9.3 (0.37)                   | 4.8 (0.19)                   | 1٬058٫2 (41.66)              |
| متوسط الأيام الممطرة                                                     | 1.6                          | 1.7                          | 1.0                          | 0.6                          | 1.2                          | 5.4                          | 13.9                         | 13.1                         | 10.0                         | 1.8                          | 0.6                          | 0.5                          | 51.5                         |
| المصدر: India Meteorological Department (record high and low up to 2010) |                              |                              |                              |                              |                              |                              |                              |                              |                              |                              |                              |                              |                              |

## أعلام
- ساسروتا
- حزين اللاهيجي
- راني لاكشميباي
- بهارتاندو هاريشكاندرا
- كوماريلا بهاتا
- لاهيري محاسايا
- رافي شانكار
- كابير
- بريم تشند

## وصلات خارجية
- فاراناسي على مشروع الدليل المفتوح
- Banaras Bibliography at the Südasien-Institut, جامعة هايدلبرغ